# Мирович, Роман Денисович
Роман Денисович Мирович (1892, с. Волчищовичи, Австро-Венгрия — 1971, Львов) — украинский общественный деятель, историк Галичины, принадлежал к галицко-русскому направлению.

## Биография
Родился в селе Волчищовичи (ныне Львовская область, Украина).
Начальное образование получил в польских гимназиях Сянока и Самбора, окончил юридический факультет Львовского университета. Уже в ранние годы принял участие в русском движении, состоял членом студенческого общества «Друг», впоследствии — в Ставропигионе. После окончания Первой мировой войны поселился в Перемышле, вошедшем в состав Польши, где открыл адвокатскую контору. Одновременно Роман Мирович начал активно заниматься изучением австро-венгерского террора времён Первой мировой войны. Уже после Второй мировой войны он переселился во Львов (так как по советско-польским соглашениям Перемышль остался в составе Польши), где и проживал до самой смерти.
В послевоенные годы свой многолетний сбор документов и свидетельств о жертвах австро-венгерского террора на Галичине и Лемковщине Мирович отразил в многочисленных публицистических, исторических и библиографических работах, в большинстве своём неопубликованных.

## Работы
- Алфавитный указатель жертв австро-мадьярского террора во время первой мировой войны на областях Галицкой и Буковинской Руси с автобиографическими и библиографическими данными — 1954—1960 (рукопись) (в оцифрованном виде )
- В 44-ю годовщину Перемышльской трагедии//Русский Голос, Варшава,1958,№ 18
- Защитительная речь доктора К. Д. Богатырца — замечательный исторический документ
- Бывает у книг своя судьба — 1964
- Библиография Талергофа — 1966
- В. Р. Ваврик — карпаторусский просветитель. (К 80-летию со дня рождения.) — 1969.
- Памяти мужественного соотечественника [протоиерея Кассиана Дмитриевича Богатырца] // Журнал Московской Патриархии. 1971. — № 3. — С. 6-8.
- Доктор В. Р. Ваврик (некролог) // Журнал Московской Патриархии. 1971. — № 1. — С. 18-19. (в соавторстве с Т. Аристовой)